# ハディージェ・アフザル・ヴァズィーリー

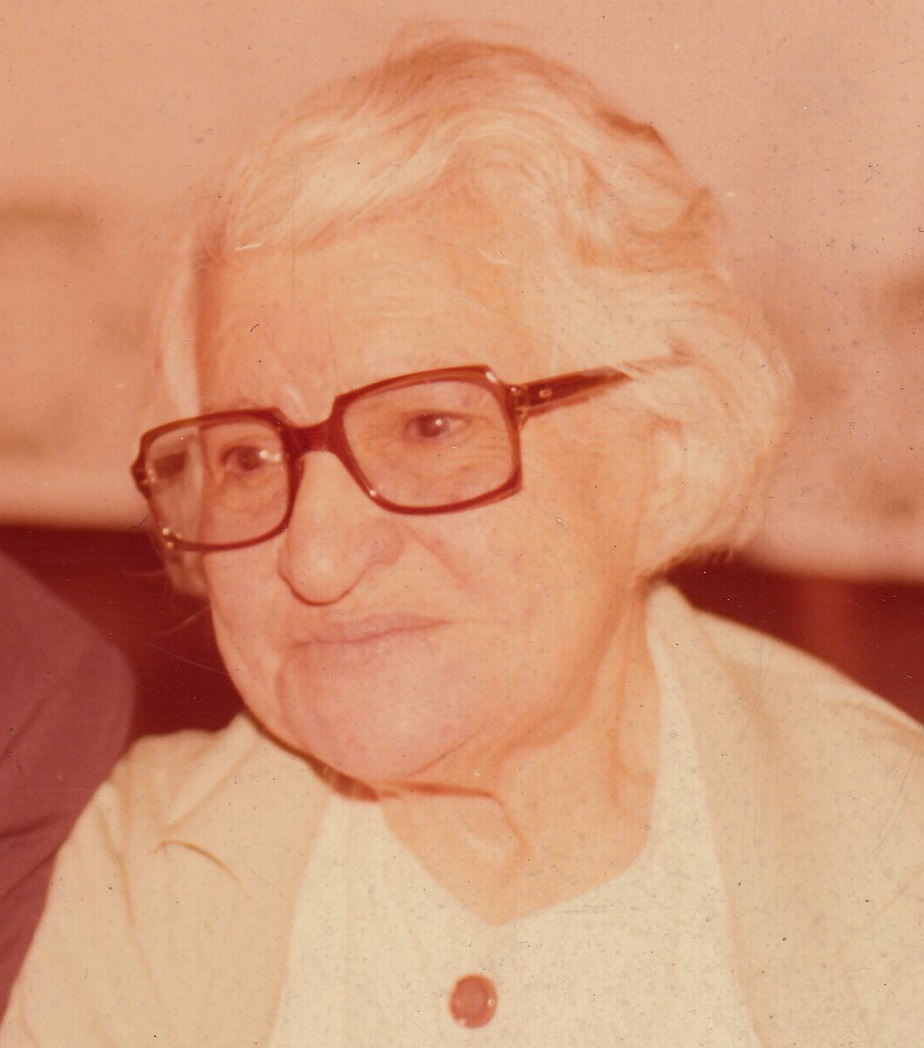
ハディージェ・アフザル・ヴァズィーリー

ハディージェ・アフザル・ヴァズィーリー (ペルシア語: خدیجه افضل وزیری) (1889年 – 1981年1月3日) はイランの社会思想家。女子教育の推進を唱道した。また、女性がヴェールをかぶる習俗を批判し、ヴェール禁止令（キャシュフェ・ヘジャーブ政策）を支持した。

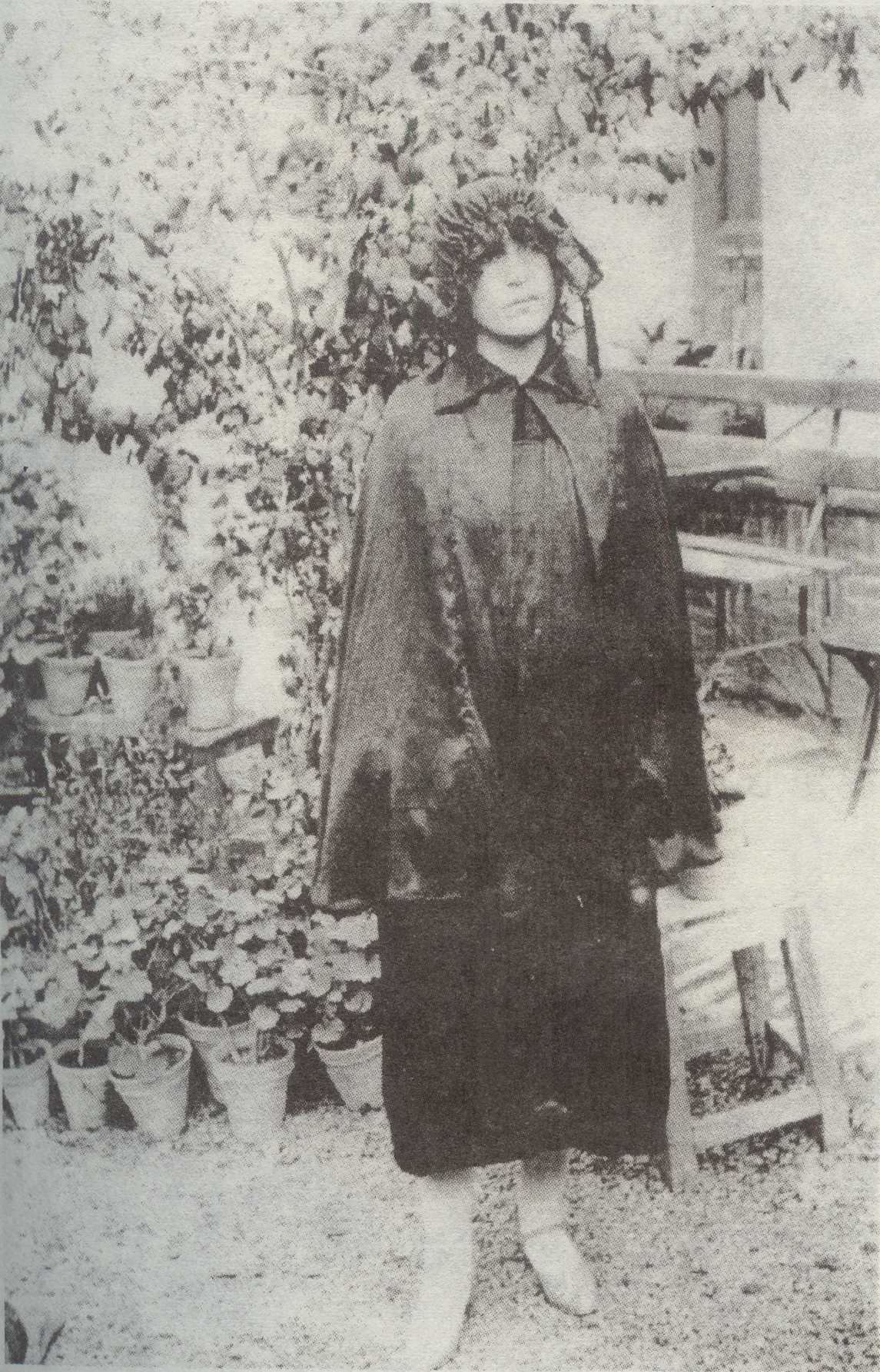
自分でデザインした服を着るアフザル・ヴァズィーリー。1930年代のセルフ・ポートレート。

1889年テヘラン生まれ。母は女性の権利拡張を目指した社会思想家ビービー・アスタラーバーディー。父はムーサー・ハーン・ヴァズィーリー。ハディージェは5番目の子どもである。兄弟にはハサンアリー・ハーン・ヴァズィーリー、アリーナギー・ヴァズィーリーがおり、姉妹のひとりモウルード・ハーノムは母と同様に教育者となった。ビービー・アスタラーバーディーは、まだ学校の創設に至っていないころ（アスタラーバーディーは後年、イランでは初となる女子が通える学校を設立する）ハディージェが兄弟同様に勉強できるように、彼女に男の子の服を着させて学校をへ通わせたと言われている。
16歳になると、ハディージェは母が設立した小学校でほかの女子生徒たちに教え始めた。したがって、彼女はイランで最初の女子校の先生である。後年、姉が設立した学校でも教えた。
教育活動のかたわら、女性にまつわる諸問題について記事を書き、新聞に投稿した。Shafaq-e-Sorkh 紙に載った、女性を中傷する匿名氏に対する反論記事がとりわけ有名である。「女性に男性と一緒に研究させたり、仕事させたりしてみなさいな。女性が男性に劣るものではないということを、きっと目の当たりにするはずですよ」と、ハディージェは書いた。ハディージェはその生涯を通じて教育者であった。
自分が着る服も自分でデザインした。1930年代、ヘジャーブやチャードルが一般的であったが、なかには着用をやめる女性も増え始めた。アフザル・ヴァズィーリーはセディーゲ・ドウラターバーディーらとともに、女性の服装規定の近代化を唱道した。また、両腕が自由に動く服をデザインした。1930年の公開書簡で、若い女性（ここでは、7歳から8歳程度）にチャードル着用を強いることの是非を論じた。強制する場合は着用しない者が学校教育から締め出されることを意味し、それは彼女らの教育を受ける権利を奪うことになると主張した。アフザル・ヴァズィーリーは政権公認の女性団体カーヌーネ・バーノヴァーンの一員であり、シャーが推進するヘジャーブ禁止令（キャシュフェ・ヘジャーブ政策）を支持した。
いとこのアーガー・ボゾルグ・マッラーフと結婚し、Mahlagha Mallah, Amir Hushang, Husayn‘ali, Mehrangiz, Khusraw, and Taymur の6人の子どもをもうけた。長男 Mahlagha はハッジ巡礼の旅行中のキャラヴァンサライのなかで生まれた。
1980年に亡くなり、ベヘシュテ・ザフラー墓地の第34区画に葬られた。没後に、娘のメヘラーンギーズ・マッラーフ Mehrangiz Mallah (مهرانگیز ملاح) がハディージェ・アフザル・ヴァズィーリーの回顧録を出版した。回顧録は彼女が娘に口述した内容をまとめたものである。イスラーム革命以前を生きたイラン女性の回顧録のなかで出版されたものとしては初となり（出版当時）、貴重な資料である。